# Ahmad (sultan de Brunei)
Ahmad est le troisième sultan de Brunei. Il règne de 1408 à sa mort en 1425.